# Жибоедов, Константин Михайлович
Константин Михайлович Жибоедов (17 [29] мая 1899, Москва — 20 августа 1989, Москва) — советский футболист (левый крайний нападающий), теннисист, хоккеист, боксёр, баскетболист..

## Биография
Чемпион России по боксу (1916).
В составе сборной Москвы, в 1922 году, стал чемпионом РСФСР.
Владел сильным дальним ударом, особенно с левой ноги. Был легко узнаваем на поле благодаря необычной осанке: вытянутой вперед во время бега шее, приподнятой голове и отведенным назад-в стороны рукам.
Участник Великой Отечественной войны. Подполковник.
Работал директором стадиона и лыжной базы ЦДКА в Сокольниках (в 1931-1934), заместителем начальника отдела физической культуры и спорта ЦДКА (1941-1950).
Также работал в Федерации футбола РСФСР. Член Всесоюзной футбольной секции — 1947-58.

## Достижения
- Чемпион России по боксу: 1916
- Чемпион РСФСР по футболу: 1922
- Заслуженный мастер спорта СССР: 1948
- Мастер спорта СССР (1946)[2]
- Награждён орденом Ленина, двумя орденами Красного Знамени, орденами Красной Звезды и «Знак Почета»
- Чемпион Москвы 1923 года по баскетболу в составе команды ОЛЛС.